# روبرت تومسون روبنسون
روبرت تومسون روبنسون (بالإنجليزية: Robert Thomson Robinson)‏ هو محام بالقضاء العالي وسياسي أسترالي، ولد في 18 يناير 1867 في جمهورية أيرلندا، وتوفي في 19 سبتمبر 1926 في أستراليا. حزبياً، نشط في Western Australian Liberal Party (1911–1917) ‏. وقد انتخب عضو الجمعية التشريعية لأستراليا الغربية.